# Area vasta
Nell'ordinamento giuridico italiano per area vasta si intende il livello amministrativo delle province e delle Città metropolitane, ossia il livello di pianificazione e di gestione del territorio, delle risorse e dei rapporti tra enti locali intermedio tra i comuni e la regione. Il concetto di area vasta è stato introdotto con la Legge 7 aprile 2014 n. 56 recante "Disposizioni sulle città metropolitane, sulle province, sulle unioni e fusioni di comuni".

## Descrizione
La ragione principale di una lettura e di una interpretazione del territorio per "aree vaste" sta nel concetto di "rete di relazioni", visto come la ricerca di una dimensione della programmazione che superi gli ambiti amministrativi comunali (spesso troppo ristretti geograficamente, economicamente e finanziariamente) senza però arrivare al livello regionale.